# Lemmini
Los leminos (Lemmini) son una tribu de roedores miomorfos de la familia Cricetidae cuyo nombre común es lemmings o lemmis. Habitan en las tundras, en la taiga y las praderas árticas, en el norte del continente americano y en algunas regiones de Eurasia. 

## Características generales
Se alimentan principalmente de hierba, raíces, gramíneas y frutos.
Su ciclo de reproducción es bastante corto, lo que unido a la gran fertilidad de las hembras, produce frecuentes explosiones demográficas que se compensan en parte por la actuación de depredadores y por la mortandad masiva debida a la escasez de alimentos en determinadas épocas. Estos mamíferos construyen túneles y pozos que utilizan como madriguera y depósito para hacer acopio de alimentos.
Miden entre 7 y 15 cm y pesan entre 30 y 120 gramos. Se caracterizan por su cola corta y su pelo de tonos brillantes, un ejemplo de aposematismo, que indica a sus predadores sobre su agresividad y su sabor desagradable.

## Clasificación
- Orden Rodentia
  - Superfamilia Muroidea
    - Familia Cricetidae
      - Subfamilia Arvicolinae
        - Tribu Dicrostonychini
          - Dicrostonyx – Lemming de collar
            - Dicrostonyx nelsoni (Lemming de collar de Nelson, de la Isla San Lorenzo (Alaska)
            - Dicrostonyx groenlandicus (Lemming de collar del norte)
            - Dicrostonyx hudsonius (Lemming de collar de Ungava)
            - Dicrostonyx nunatakensis (Lemming de collar de las Montañas de Olgilvie)
            - Dicrostonyx richardsoni (Lemming de collar de Richardson)
            - Dicrostonyx torquatus (Lemming del Ártico)
            - Dicrostonyx unalascensis (Lemming de collar de Unalaska)
            - Dicrostonyx vinogradovi (Lemming de Wrangler)
            - Dicrostonyx kilangmiutak (Lemming de Victoria)
            - Dicrostonyx rubricatus (Lemming de collar del mar de Bering)

        - Tribu Lemmini
          - Lemmus
            - Lemmus amurensis (Lemming de Amur)
            - Lemmus lemmus (Lemming de Noruega)
            - Lemmus sibiricus (Lemming siberiano)
            - Lemmus trimucronatus (Lemming pardo neártico)
            - Lemmus nigripes (Lemming pardo de Bering)
            - Lemmus portenkoi (Lemming de la Isla Wrangel )
            - Lemmus paulus (Lemming pardo del este)

          - Myopus
            - Myopus schisticolor (Lemming oscuro o de bosque)

          - Synaptomys
            - Synaptomys borealis (Lemming de las turberas del norte)
            - Synaptomys cooperi (Lemming de las turberas del sur)

        - Tribu Ellobiusini
          - Ellobius
            - Ellobius alaicus
            - Ellobius fuscocapillus
            - Ellobius lutescens
            - Ellobius talpinus (Topillo topo)
            - Ellobius tancrei

        - Tribu Lagurini
          - Eolagurus
            - Eolagurus luteus (Lemming dorado de la estepa)
            - Eolagurus przewalskii  (Lemming Przewalski de la estepa)

          - Lagurus
            - Lagurus lagurus (Lemming estepario)

## El mito del suicidio en masa

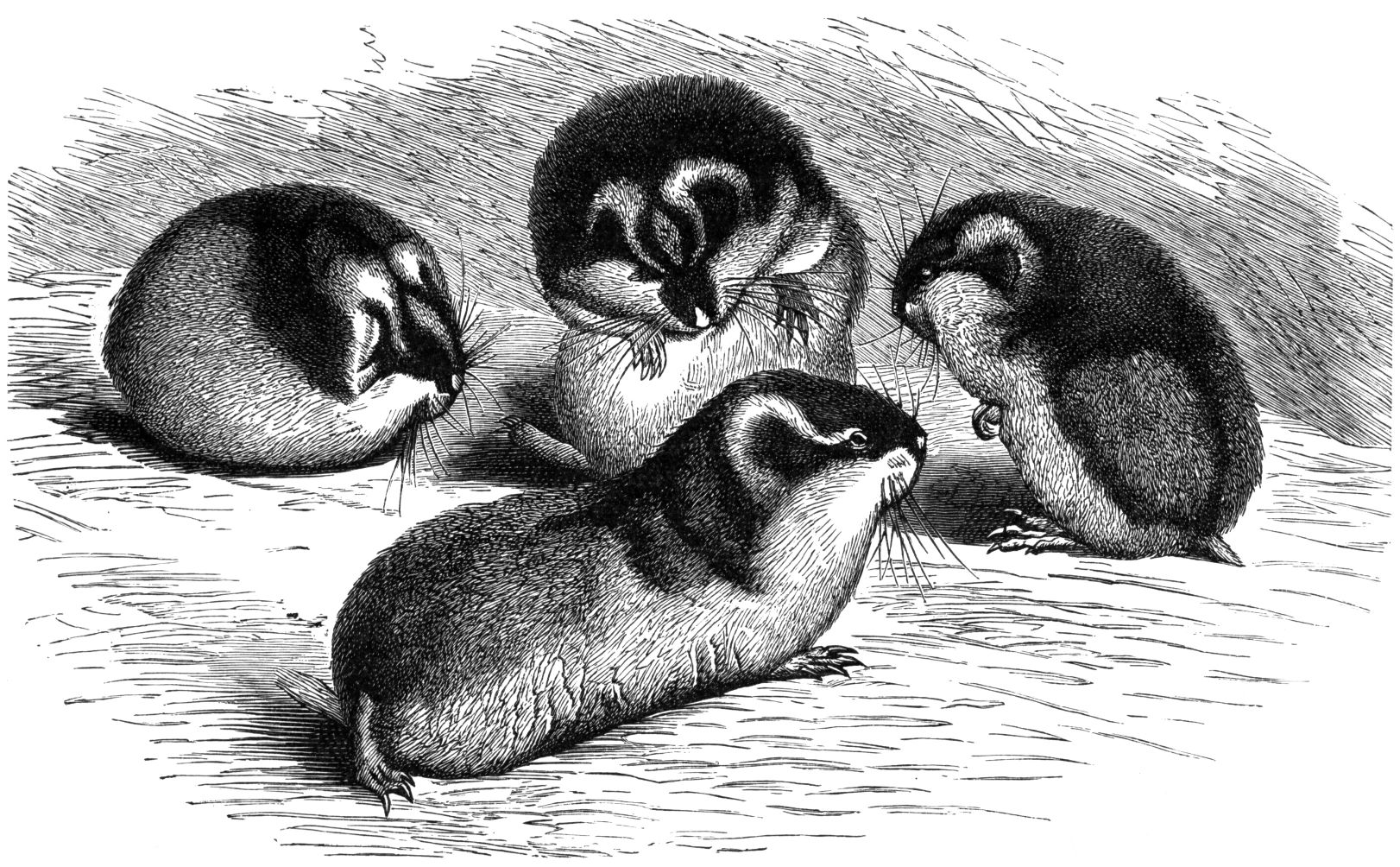
Dibujo de lemmings.

A raíz del documental de 1958, Infierno blanco de Disney, se extendió la creencia de que los lemmings se suicidaban en masa arrojándose desde los acantilados al mar como parte de un mecanismo natural de autorregulación de su población. En una investigación realizada en 1983 por la Canadian Broadcasting Corporation, se demostró que la secuencia del documental en la que se mostraba el "suicidio" de los lemmings se preparó utilizando trucos cinematográficos, ángulos de cámara y el posterior montaje de las imágenes.   Las secuencias se rodaron en la provincia canadiense de Alberta, muy lejos del hábitat natural de los roedores, que habían sido trasladados desde otras provincias. Mediante un dispositivo giratorio situado junto a un barranco, sobre el que se soltó a unas pocas decenas de lemmings, se simuló la migración, provocando finalmente el salto por el precipicio sobre las aguas del río Bow, no en el mar Ártico.
A pesar de su facilidad de reproducción, la población de los lemmings fluctúa notablemente dependiendo de la depredación, abundancia o escasez de alimento, condiciones climáticas y otros factores. En condiciones ideales, en un solo año la población se puede multiplicar por diez. Cuando la comida escasea se produce la migración de toda la población en busca de pastos verdes, atravesando ríos, si es necesario, en cuyo tránsito muchos individuos mueren ahogados. Nada más lejos de un instintivo y deliberado suicidio en masa.